# 内蒙古自治学院
内蒙古自治学院，是1946年1月至1947年，内蒙古自治运动联合会与冀热辽中央分局商定，由热河省政府在赤峰创办的青年干部学校。

## 历史
1945年11月内蒙古自治运动联合会在张家口成立后，乌兰夫派遣孔飞、乌兰、克力更等人到赤峰“发动各旗蒙古族群众自下而上地成立了内蒙古自治运动联合会的各旗支会和苏木支会，逐步取代了‘蒙古自治促进联合会’”。当时赤峰等地蒙汉杂居，在日满当局挑拨下民族矛盾突出，蒙汉隔阂很深，国军进占了朝阳，各地土匪活动极为猖獗，蒙古族又对汉人不信任，大量群众也在观望国共之争。而在卓索图盟、昭乌达盟内蒙古自治运动联合会分会搞自治运动是一个前所未有的事业，没有现成的工作模式，工作千头万绪，有很多工作要去做，需要大批的干部，特别是蒙古族干部。只有留下来的一些（伪满）旧人员，也不行，他们思想和共产党不一样。培养蒙古民族的干部就成为当时一个头等重要的事情。孔飞向热河省委书记胡锡奎建议办一所培养蒙古族干部的学校，地点就设在赤峰。胡锡奎认为这个办法好。经当时热河省委和内蒙古自治运动联合会卓索图盟分会共同研究，决定在赤峰筹建内蒙古自治学院。由热中专员公署（专员王新华，专署秘书刘潜）出面于1946年1月10日（腊月初八）翁牛特右旗旗民代表大会上宣布在赤峰成立“内蒙古自治学院”，形式上由内蒙古自治运动联合会领导，实际上由冀热辽分局直接领导。"以培养忠实为内蒙古人民解放事业服务，建设新民主主义内蒙古的各种人才为宗旨"。
内蒙古自治学院校址在赤峰六道街路南的日本人小学校（现为赤峰市蒙古族中学），热中专署出资修缮校舍。
- 院长乌兰夫兼
- 副院长金起铣并负责筹办。他是喀喇沁中旗的蒙古族老知识分子，八一五后在的热河省教育厅参加了工作，后到卓索图盟分会工作。后来在卓索图盟纵队任政治部主任。
- 教务处主任王松龄/汪士汉，教务科长戈瓦。
- 参与筹办的还有博彦、丹僧、王廷相等。

学员由内蒙古自治运动联合会在昭乌达盟、卓索图盟的各旗支会推荐、保送。1946年2月，孔飞积极组织卓索图盟分会的人去各旗动员蒙古族青年入学。张巴图去喀喇沁左旗，乌兰去敖汉旗和土默特中旗（北票），刘春贵、贾云鹏去土默特右旗（朝阳），孔飞亲自带梁国玉去喀喇沁中旗和喀喇沁右旗招生，在蒙古族青年中宣传自治运动是要各族人民在政治上平等，在经济上翻身，在言论上自由，在文化上提高，在政治上当家做主人。据学院注册科的白静山回忆：卓索图盟的喀喇沁左、中、右三旗占半数以上；翁牛特左、右旗和敖汉旗占25%；土默特左、中、右三旗和彰武县占5%；昭乌达盟的巴林左、右二旗和阿鲁科尔沁旗占20%。学员年龄在18-25岁占70%，此上、此下各占15%。学员的个人成分中，大中小学学生占一半（其中伪满大学生、伪满兴安军官学校在校生约20人），小学教员、小职员及其他劳动者占40%；伪军官、伪警官约占5%。
1946年3月15日正式开学，此时有150多学员。1946年4月乌兰夫、刘春到校宣讲四三会议精神和中共的民族政策。
1946年5月伪满翁牛特右旗‘蒙民裕生会’财务股长常永莘在赤峰五道西街创办‘私立常氏女子中学’，不久即由孔飞出面动员他将该校合并到自治学院，成为学院的中学部。5月份，热中地委开展‘二五减租’，学员就去喀喇沁旗王府发动群众，搞‘二五减租’。1946年6约，喀喇沁右旗崇正国高大部分学生进入学院学习，根据乌兰夫的指示学院分设：
- 行政部：培养党政干部，主要学习革命理论与方针政策。主任汪士汉。
- 军事部：培养连、排干部。主任图布新，政委齐永存兼，副政委塔拉。军事队学员于1946年9月底下到各旗配合地方干部征粮。后来成为内蒙古人民自卫军卓索图盟纵队的骨干。
- 中学部：招收文化程度较低的14岁至20岁的蒙古青年。主任浩路，副主任布赫兼政治课教师。

1946年7月，乌兰夫派在张家口内蒙古军政学院有办学经验的齐永存、塔拉、布赫、图布新、巴特等人到内蒙古自治学院加强领导工作，临行前指示如果赤峰形势恶化，把学生带上往北撤，要把这批干部培养好。齐永存任教育长。图布格日勒任院务部长。1946年7月成立了学院的中共支部委员会，书记齐永存，组织委员李啸风，宣传委员汪士汉，开始在师生中秘密发展中共党员（当时党组织不公开），至1949年8月共发展240人入党。
1946年7月，教务科长戈瓦带领30余学员在大板、林东参加了反霸清算斗争。
1946年10月组建内蒙古文艺工作团布赫任团长。1946年10月中旬，国军逼近赤峰。自治学院师生撤往林东，11月初到齐。1946年9月傅作义军队偷袭张家口，内蒙古军政学院尚未毕业的100多名学员和工作人员跋涉1500多里，于1946年12月底到达林东。乌兰夫调查后认为自治学院的学员的文化程度较高，把内蒙古军政学院并入了自治学院。领导班子为：
- 院长乌兰夫（兼），副院长刘春（兼）
- 副院长金起铣主持工作
- 齐永存任教育长，左智为副教育长
- 富吉国夫为教务处长；教务科长戈瓦；注册科长李啸风，副科长张清高。
- 院务处长图布格日勒；会计科长乌瑞林；总务科长陈国钧；生产科长吴恩奇；管理科长马云峰

1947年春，热北地委书记权星垣、地委组织部长肖作汉传达《关于建立青年团》的指示，自治学院建立了“内蒙古革命青年团”。
1947年5月中旬，新成立的中共内蒙古工委决定调齐永存、云曙碧、李啸风、图布格日勒、清格尔泰、浩路等去齐齐哈尔创办内蒙古军政大学二院。
1947年5月28日，赤峰解放。自治学院迁回赤峰原址，取消了“部”的形式，改设高级班、普通班、蒙古文班。1947年8月，冀察热辽分局决定把热河建国学院、内蒙古自治学院、鲁迅艺术文学院合并为冀察热辽联合大学，设行政学院、蒙自学院、鲁艺学院。校长赵毅敏，副校长徐懋庸，教务长杜星垣。
1947年8月中旬，冀察热辽分局决定自治学院全体师生集中学习土改政策，而后分赴各县旗参加土改。1948年4月上旬完成人物，陆续返校。1949年1月冀察热辽联合大学解散，三个学院恢复独立办学。此时，院部、初级师范部、地方干部班在二道街，中学部在六道街。1949年8月16日，自治学院更名为“卓索图盟中学”（简称“卓盟中学”），成为热河省一所具有普通中学和初级师范的蒙古族学校；学院大部分师生调往乌兰浩特筹建内蒙古行政干部学校，沿革入现今的内蒙古师范大学。
内蒙古自治学院开办期间共发展中共党员240名，青年团员146名，培养和培训干部2000多名。